# محوطه خیلان بره
محوطه خیلان بره مربوط به هزاره ۴ قبل از میلاد - مفرغ- عصر آهن دو I - دوره اشکانیان است و در شهرستان کوهدشت، بخش مرکزی، دهستان گل گل، روستای خیلان بره واقع شده و این اثر در تاریخ ۶ اسفند ۱۳۸۵ با شمارهٔ ثبت ۱۷۶۱۳ به‌عنوان یکی از آثار ملی ایران به ثبت رسیده است.